# I Giochi europei
I I Giochi europei o Giochi Europei di Baku 2015 (in azero: Bakı 2015 Avropa Oyunları) sono l'edizione inaugurale dei Giochi europei, una manifestazione multisportiva per gli atleti europei. Si sono tenuti a Baku, in Azerbaigian, dal 12 al 28 giugno 2015.

## Assegnazione
L'8 dicembre 2012, la 41ª assemblea generale del COE, svoltasi a Roma ha indetto i Giochi europei. L'Assemblea ha visto la partecipazione di 49 Comitati Olimpici Nazionali. Baku, la capitale dell'Azerbaigian, si è aggiudicata i diritti per ospitare i giochi europei nel 2015; la decisione è stata presa a seguito di scrutinio segreto, a cui i rappresentanti dell'Armenia hanno rifiutato di prendere parte.
| Assegnazione dei Giochi europei | Assegnazione dei Giochi europei | Assegnazione dei Giochi europei | Assegnazione dei Giochi europei | Assegnazione dei Giochi europei | Assegnazione dei Giochi europei |
| ------------------------------- | ------------------------------- | ------------------------------- | ------------------------------- | ------------------------------- | ------------------------------- |
| Città                           | Nazione                         | Voti favorevoli                 | Voti contrari                   | Voti astenuti                   |                                 |
| Baku                            | Azerbaigian                     | 38                              | 8                               | 2                               |                                 |

## Sviluppo e preparazione
Il comitato organizzatore per i Giochi Europei 2015 è stato fondato nella prima metà del 2013. Gabil Mehdiyev, capo del servizio stampa del Ministero della Gioventù e dello Sport dell'Azerbaigian, dice che si prevede di tenere colloqui ad alto livello tra il governo dell'Azerbaigian e il Comitato Olimpico Europeo.

### Sedi di gara
Le cerimonie di premiazione si sono tenute presso il Victory Plaza temporaneo presso la piazza della libertà di Baku Il villaggio olimpico invece era a Nizami Raion, distretto municipale della città di Baku. Il villaggio comprendeva 13 strutture, 1,042 appartamenti, 16 differenti tipi di appartamenti per un totale di 7501 letti.
| Legenda | Legenda    |
| ------- | ---------- |
| E       | Esistente  |
| N       | Nuova      |
| T       | Temporanea |

| Stadio                    | Sport               | Capacità |   |
| ------------------------- | ------------------- | -------- | - |
| Baku Olympic Stadium      | Cerimonie, Atletica | 68 000   | N |
| National Gymnastics Arena | Ginnastica          | 6 000    | N |

| Stadio               | Sport                                 | Capacità |   |
| -------------------- | ------------------------------------- | -------- | - |
| Baku Aquatics Centre | Nuoto, Tuffi, Nuoto sincronizzato     | 6 000    | N |
| Water Polo Arena     | Pallanuoto                            | 2 000    | T |
| Beach Arena          | Beach Soccer, Beach Volley            | 3 000    | T |
| Basketball Arena     | 3x3 Basketball                        |          | T |
| Baku Crystal Hall    | Pallavolo, karate, taekwondo, scherma | 25 000   | E |

| Stadio                | Sport                    | Capacità |   |
| --------------------- | ------------------------ | -------- | - |
| Baku Sports Hall      | Badminton, Tennis tavolo | 1 628    | E |
| Stadio Tofiq Bəhramov | Tiro con l'arco          | 31 200   | E |
| Heydar Aliyev Arena   | Judo, Wrestling          | 7 800    | E |

| Stadio                 | Sport         | Capacità |   |
| ---------------------- | ------------- | -------- | - |
| Baku Shooting Centre   | Tiro          |          | N |
| Mountain Bike Velopark | Mountain bike |          | T |
| BMX Velopark           | BMX           |          | N |
| Ramada                 | Triathlon     |          | T |
| Mingəçevir             | Canoa         |          | E |

### Simboli
I simboli usati in questi giochi sono tutti ispirati alla cultura azera. 
Il melograno, frutto nazionale, e il fuoco sono i simboli più ricorrenti.

#### Logo

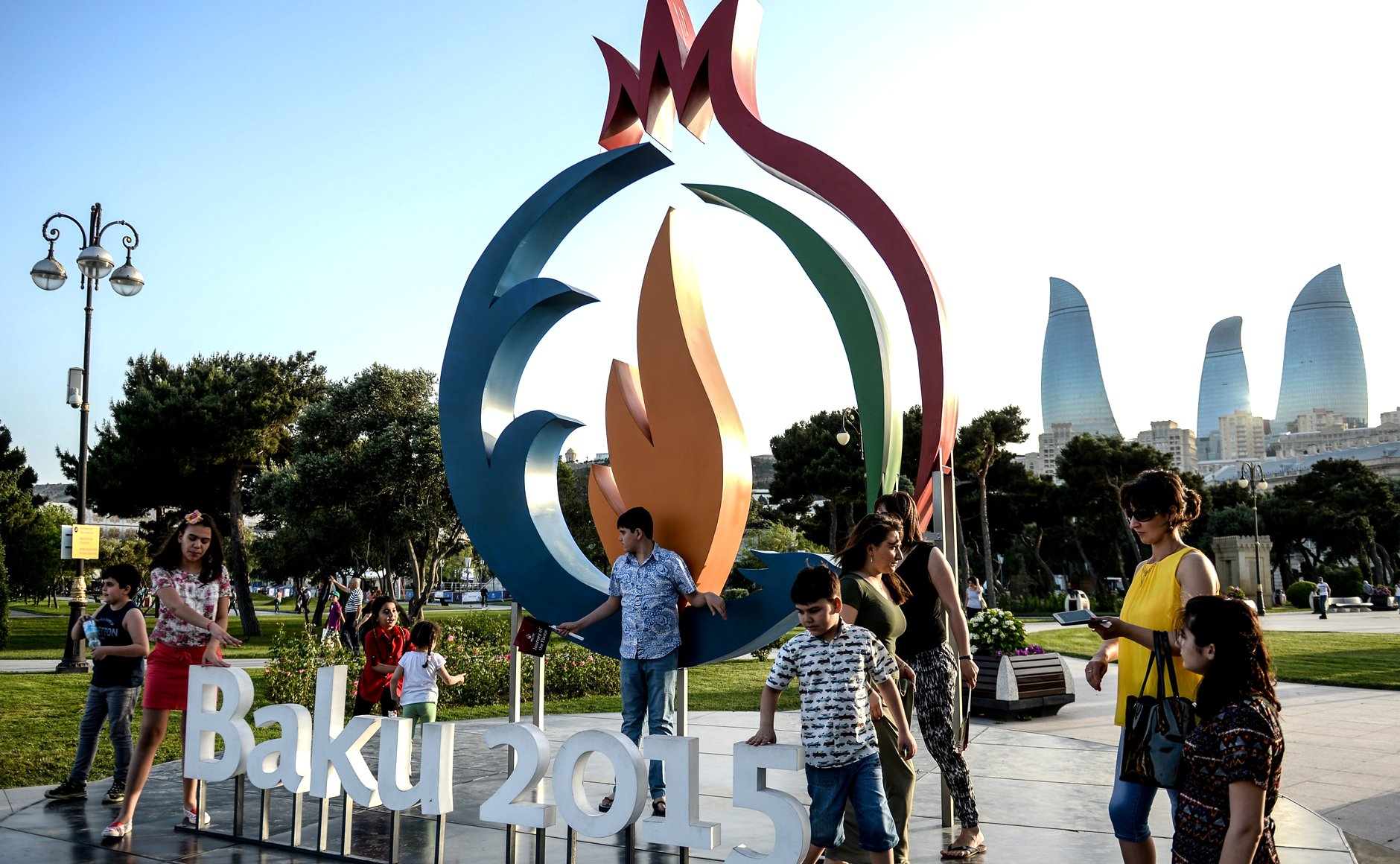
Il logo dei I Giochi Europei

Il logo ufficiale dei primi Giochi europei è stato reso noto, per la prima volta, il 6 giugno 2014. Il logo è stato disegnato da Adem Yunusov e trae ispirazione dalla cultura antica e moderna dell'Azerbaigian. Infatti, vi sono raffigurati una fiamma, l'acqua, l'uccello mitologico Simurg, un tappeto e una melagrana.

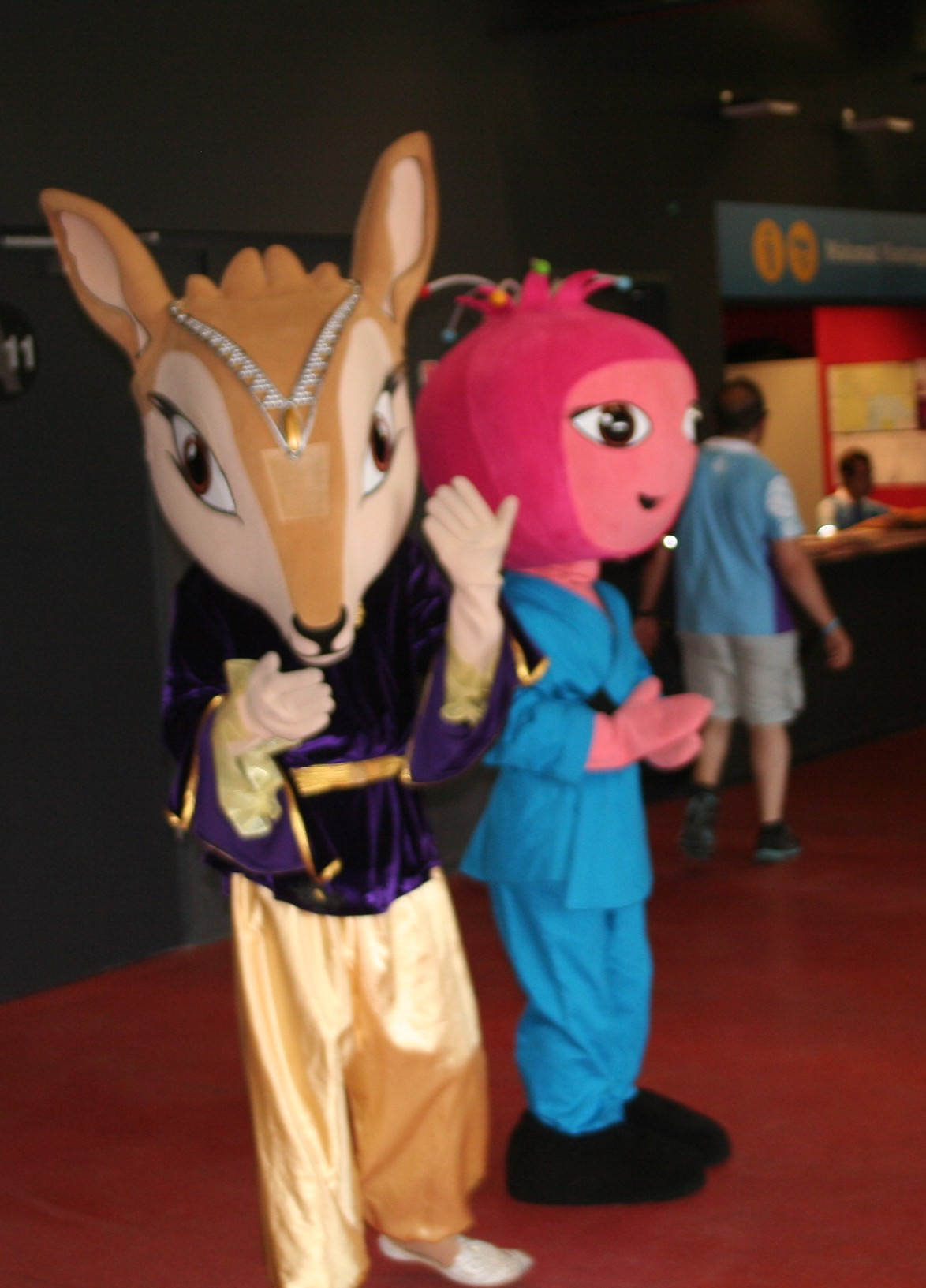
Le due mascotte

#### Medaglie
Per i primi Giochi europei, l'azienda locale, Azersouvenir LLC ha prodotto più di duemila medaglie tra ori, argenti e bronzi, che verranno assegnate ai vincitori nelle 253 finali. Le prime tre, sono state assegnate alle vincitrice della gara di mountain bike femminile, mentre le ultime ai vincitori del beach soccer. Poiché in alcuni sport, come il badminton e la lotta greco-romana, si vincono due bronzi, le medaglie in palio di questo metallo non sono state 253 ma 338. Le medaglie sono state disegnate dai gioiellieri Adamas in collaborazione con l'artista azzera Nargiz Huseynova e riportano, sul rovescio, il logo del Comitato Olimpico Europeo mentre, al centro del dritto, il logo ufficiale dei giochi e la scritta Baku 2015 con, tutto intorno, il disegno stilizzato dell'albero di melograno. Il nastro di colore viola riporta lo stesso disegno del melograno, il logo e la scritta Baku 2015.
Le medaglie, al momento della consegna sul podio, sono state accompagnate un mazzo di fiori con al centro una melagrana e da una borsetta a tracolla, successivamente agli atleti vincitori è stata data una scatola dove poterle riporre, anch'essa di colore viola e con il disegno dell'albero di melograno. Oltre alle medaglie assegnate ai vincitori tutti gli atleti riceveranno una medaglia commemorativa della loro presenza ai giochi.

#### Mascotte
Questi giochi hanno due mascotte ispirate al mondo naturale e culturale dell'Azerbaigian: Jeyran e Nar. 
Jeyran (in azero, gazzella) rappresenta una gazzella, animale protetto nel Paese. Nar (melograno in azero), rappresenta un melograno, frutto simbolo del paese, ed è simbolo di energia e vita.

### Diffusione
I primi giochi europei sono stati trasmessi in 40 dei 50 paesi partecipanti e in molti altri paesi non europei. Per quanto riguarda l'Italia i Giochi sono stati trasmessi da Sky Sport 3 HD sul canale 203, rinominato per l'occasione Sky Sport Baku.

## I Giochi

### Nazioni partecipanti

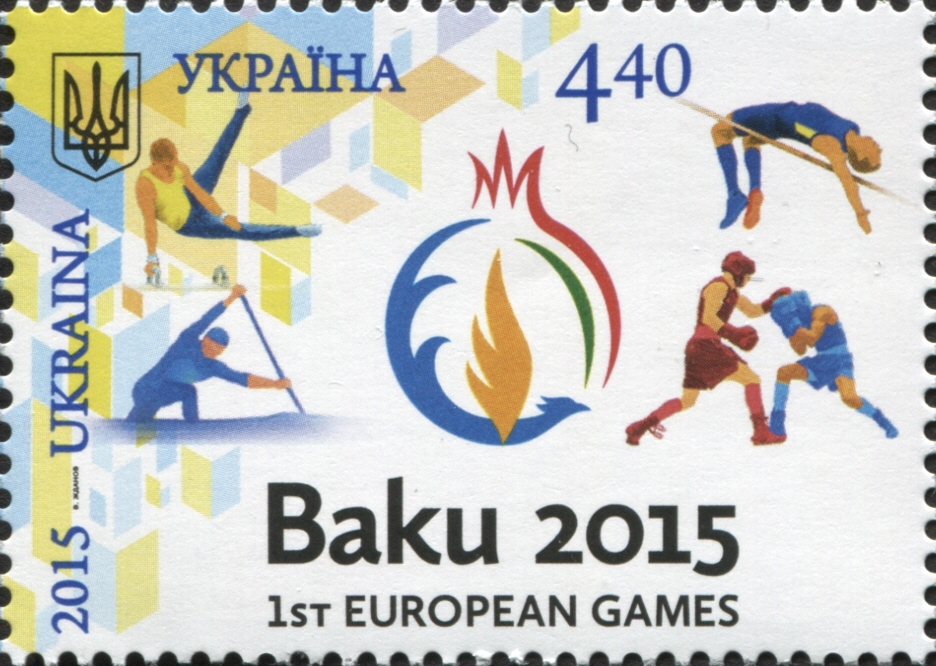
Francobollo celebrativo della delegazione nazionale ucraina

Più di 6.000 atleti, da 50 paesi europei, sono tenuti a partecipare ai I Giochi Europei.
Tra parentesi è riportato il numero di atleti partecipanti per ogni singola nazione.
- Albania (27)
- Andorra (31)
- Armenia (25)
- Austria (143)
- Azerbaigian (285)
- Bielorussia (145)
- Belgio (117)
- Bosnia ed Erzegovina (56)
- Bulgaria (122)
- Croazia (106)
- Cipro (22)
- Repubblica Ceca (126)
- Danimarca (65)
- Estonia (58)
- Finlandia (96)
- Francia (245)
- Georgia (104)
- Germania (264)
- Gran Bretagna (160)
- Grecia (132)
- Ungheria (201)
- Islanda (18)
- Irlanda (62)
- Israele (134)
- Italia (278)
- Kosovo (19)
- Lettonia (67)
- Liechtenstein (6)
- Lituania (72)
- Lussemburgo (58)
- Macedonia (45)
- Malta (58)
- Moldavia (87)
- Monaco (4)
- Montenegro (55)
- Norvegia (53)
- Olanda (117)
- Polonia (213)
- Portogallo (103)
- Romania (147)
- Russia (351)
- San Marino (9)
- Serbia (133)
- Slovacchia (177)
- Slovenia (80)
- Spagna (207)
- Svezia (72)
- Svizzera (123)
- Turchia (190)
- Ucraina (241)

### Cerimonia di apertura
La cerimonia di apertura si è tenuta il 12 giugno all'interno dello stadio Olimpico di Baku ed è stata diretta dal coreografo greco Dimitris Papaioannou. La cerimonia si apre con la voce di Alim Qasimov che improvvisa il canto tradizionale azero chiamato mugham. Finito il canto inizia, a ritmo di 50 percussioni, il conto alla rovescia di 24 secondi, come gli anni passati dall'indipendenza, avvenuta nel 1991. 

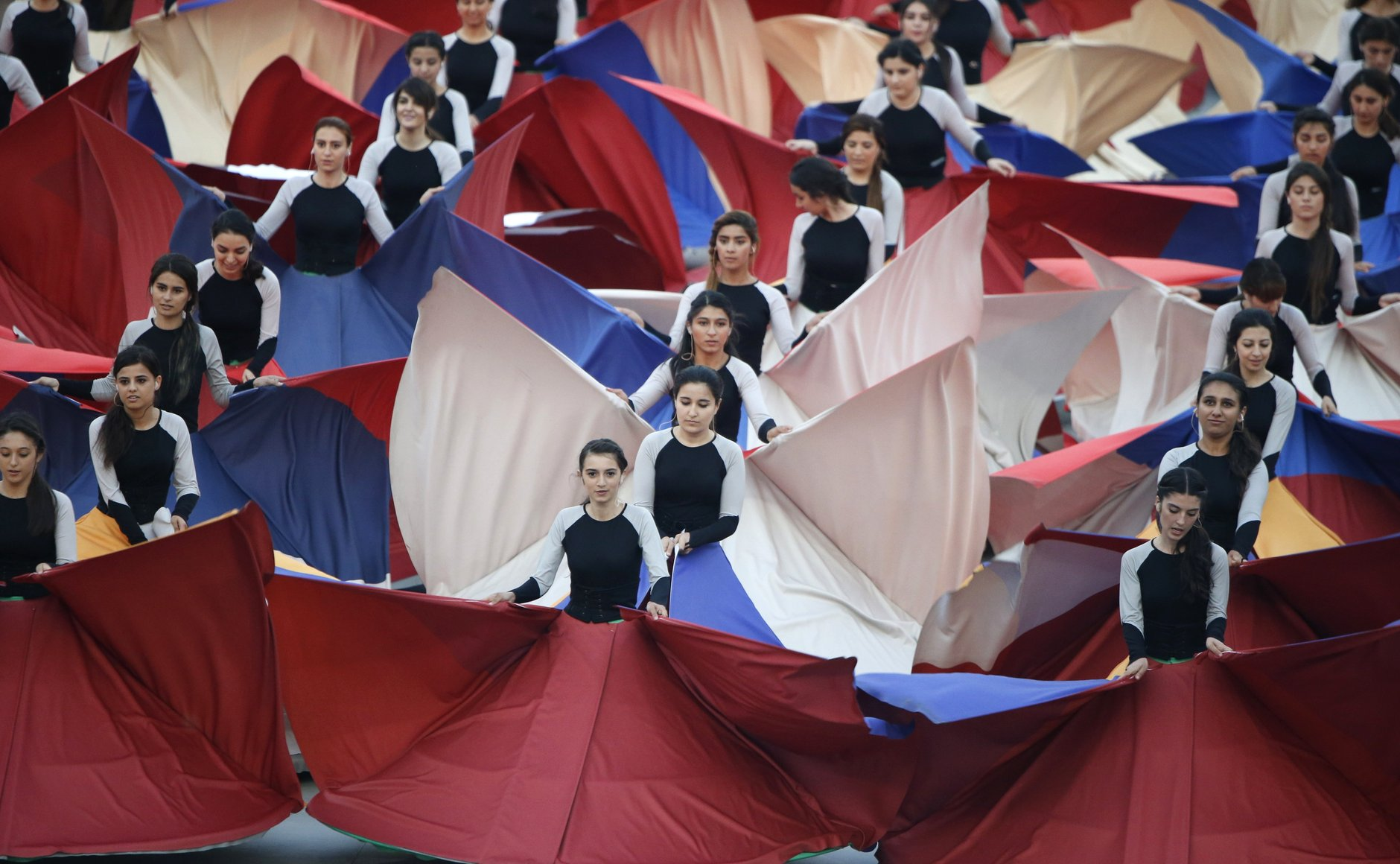
Le danzatrici mentre cambiano colore al vestito

Terminato il conto alla rovescia, è la volta di 856 danzatrici, disposte circolarmente al centro dello stadio, che ricreano gli intrecci tipici dei tappeti azeri grazie alla combinazione dei loro speciali vestiti di 2 metri di diametro, ognuno differente e studiato per stare in una posizione specifica. L'esibizione delle danzatrici termina con i loro vestiti che riproducano la bandiera azera. Con ancora sullo sfondo la bandiera fatta con i vestiti vengono presentati il presidente azero Ilham Aliyev, la moglie, non che madrina dei Giochi, Mehriban Əliyeva ed il presidente del Comitati Olimpici Europei Patrick Hickey; subito dopo l'orchestra nazionale suona l'Inno mentre viene innalzata all'interno dello stadio la bandiera nazionale. A questo punto viene mostrato un video che riepiloga il viaggio fatto dalla fiamma olimpica europea, la quale al termine del video fa il suo ingresso nello stadio portata dall'ultimo tedoforo, Ilham Zakiyev, che accompagnato per via dei suoi problemi di cecità, raggiunge il centro dell'arena ed introduce la fiamma nel suolo screpolato che così inizia ad illuminarsi di una luce rossa che va a focalizzarsi sul poeta azero Nizami, del quale viene riproposta una poesia che tratta di una storia d'amore molto famosa in Azerbaigian, in cui la donna (simbolo della Luna) e uomo (simbolo del Sole) sono in perfetto equilibrio su una bilancia e ballano senza però mai incontrarsi. Alla fine di questa storia entrano sul palco 300 figuranti che mettono in scena alcune scene tratte dai lavori del poeta, il quale ci porta a scoprili uno per uno, fino a quando egli non si ferma davanti ad un albero di melograno dal quale coglie un frutto, tutto improvvisamente si ferma. I figuranti spariscono lentamente e nel cielo appare un grosso frutto di melograno che aprendosi lascia volare via i suoi chicchi, creando un'atmosfera suggestiva che accoglie gli atleti. La sfilata degli atleti è, come tradizione, aperta dalla Grecia e chiusa del paese ospitante. Conclusa la sfilata fa il suo ingresso nello stadio la cantante pop Lady Gaga che dedica a tutti gli atleti una sua versione della canzone Imagine di John Lennon, che canta accompagnandosi a un pianoforte completamente ricoperto di fiori. Terminato il brano otto sportivi europei portano la bandiera del COE e la consegnano ad altrettanti militari che la innalzano accanto a quella azzera.

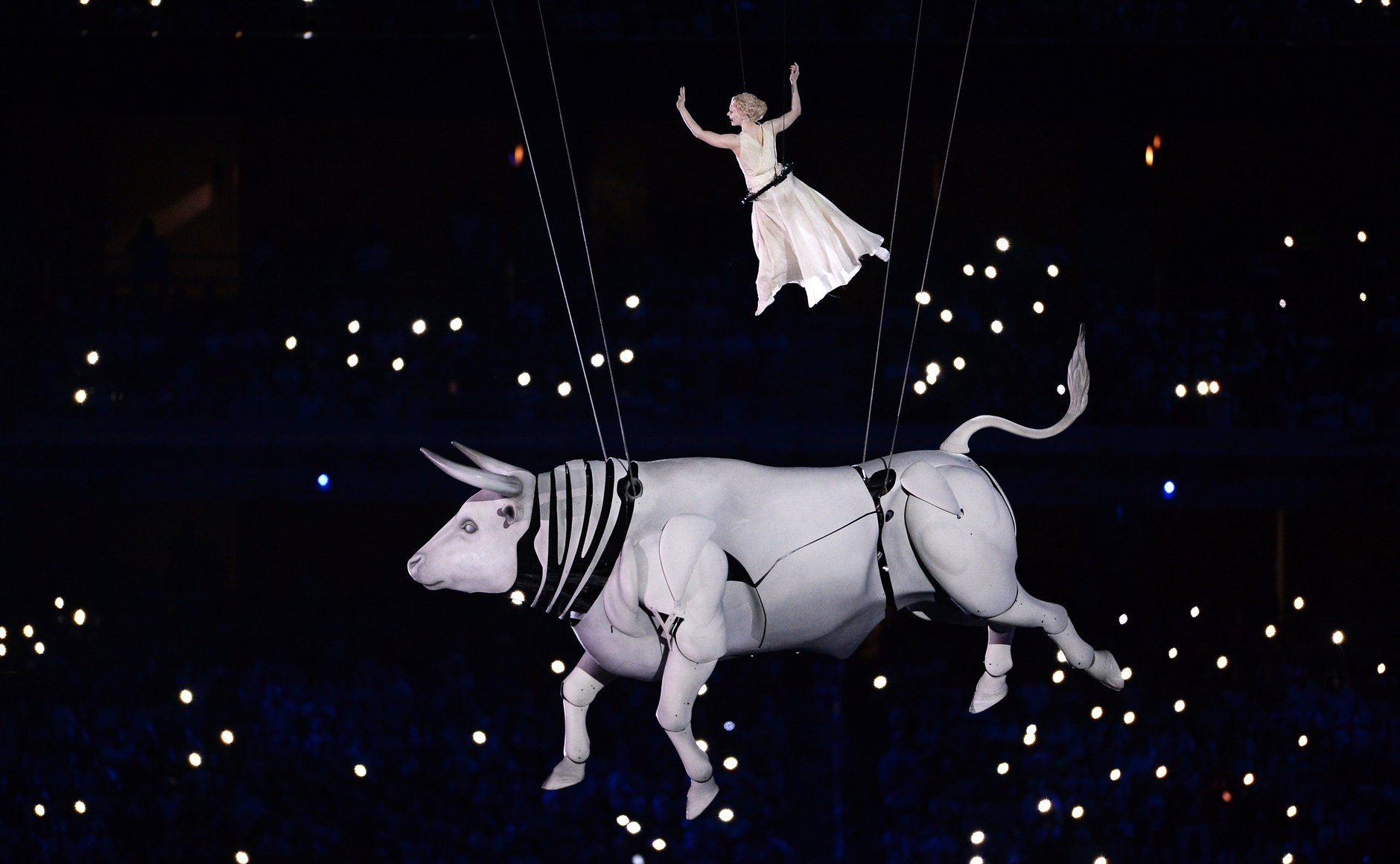
Rappresentazione del ratto di Europa

 L'attenzione viene ora focalizzata su un enorme toro cavalcato da una donna, la scena ci riporta al mitico ratto di Europa, mentre sotto di loro si accendono le stelle delle costellazioni che vanno poi a trasformarsi nella mappa del continente. Europa e il toro si allontano lentamente e la moglie del presidente Mehriban Əliyeva e il presidente del COE pronunciano i discorsi inaugurali al termine dei quali il presidente azero dichiara ufficialmente i primi Giochi europei aperti. Dall'oscurità si sente una voce solitaria che canta, è di nuovo il cantante Alim Qasimov che giace seduto su un tappeto volante, la sua voce accoglie una figura femminile che attraversa il suolo screpolato con in mano un vassoio di semente, al suo passaggio dalle crepe spuntano fiori ed erba, è arrivata la primavera. Arrivata al centro del palco appoggia il vassoio dove era stata sepolta la fiamma e dell'acqua inizia a formare un lago, il mar Caspio. La donna si volta e cento uomini ricoperti di fango escono dal sotto il palco e al ritmo dei tamburi iniziano a ballare un ballo tipico azero; il ritmo aumenta fino a quando il terreno non si rompe, come in un terremoto, e una montagna si alza. Sui lati della montagna sono rappresentati i petroglifi di Gobustan. 

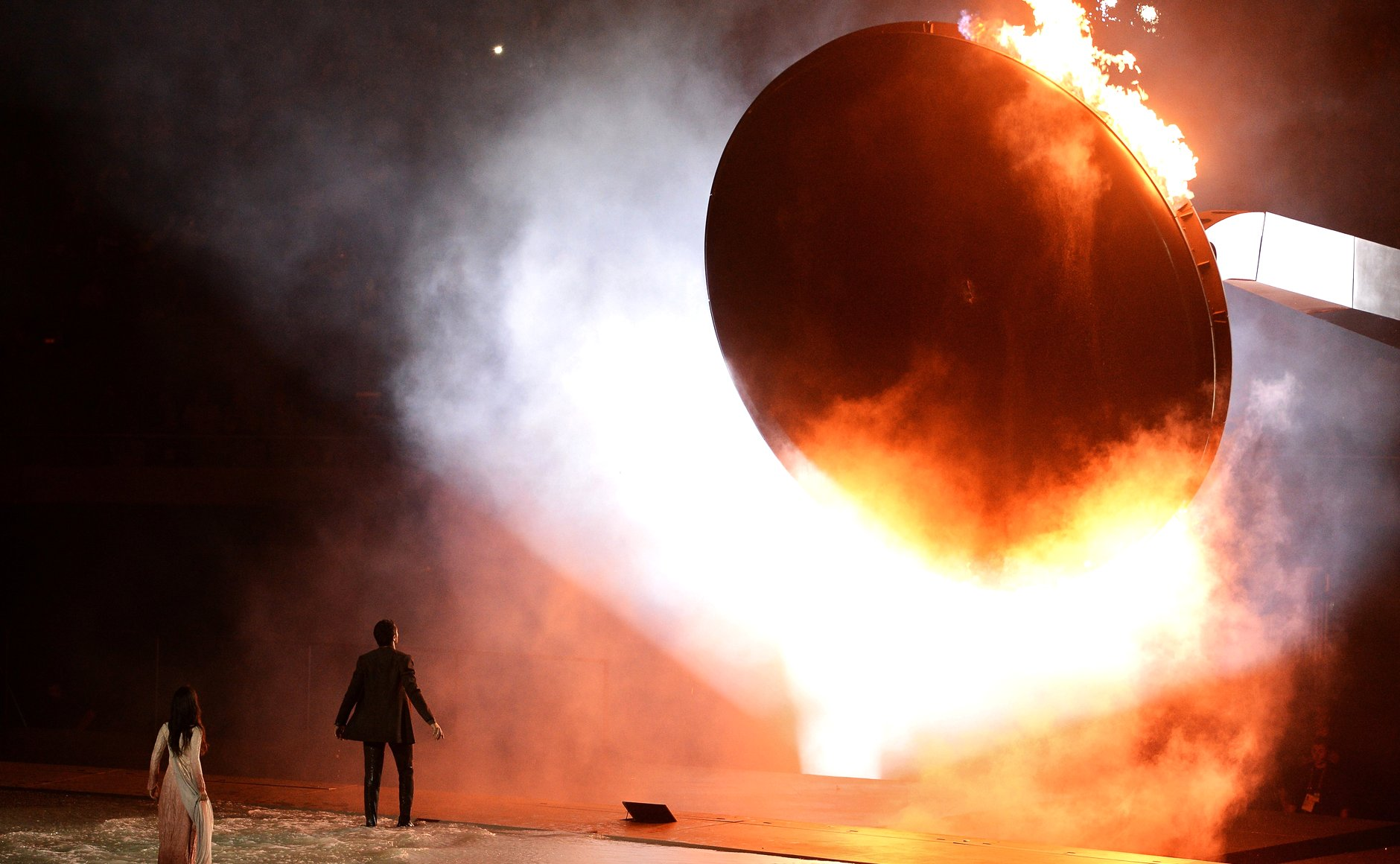
Il disco infuocato

 Un uomo rompe la pietra più alta della montagna e una fiamma si accende ai suoi piedi, egli la raccoglie guarda la donna. Lentamente la montagna scompare e l'uomo accende con la fiamma il terreno che va a creare la sagoma stilizzata di un essere umano. La donna si avvicina all'uomo e insieme corrono, con in mano la fiamma, verso un disco nero sospeso in aria, vi lanciano contro la fiamma incendiandolo. Il disco riproduce l'eclissi di sole totale, unione simbolica tra Sole, Luna e Terra avvenuta all'inizio del 2015. Seguono i fuochi d'artificio che concludono la cerimonia di apertura e tutti i figuranti si riuniscono al centro dello stadio per salutare.
La cerimonia è durata circa due ore ed erano presenti molti capi di stato e politici delle nazioni partecipanti, tra cui Alberto II di Monaco, il presidente russo Vladimir Putin, il presidente serbo Tomislav Nikolić oltre che al principe dell'Arabia Saudita. Il costo totale della cerimonia, a detta del comitato organizzatore che fa capo a Mehriban Əliyeva moglie del presidente azero, è stato di 95 milioni di dollari ed ha occupato circa duemila volontari.

### Discipline
I Giochi europei comprendono 253 eventi in 24 sport durante quest'evento inaugurale
I Giochi comprendono 4 sport non olimpici. Il numero di eventi in ogni disciplina è segnalata tra parentesi
- Sport acquatici 
  -  Nuoto (42) (dettagli)
  -  Nuoto sincronizzato (4) (dettagli)
  -  Pallanuoto (2) (dettagli)
  -  Tuffi (8) (dettagli)
- Atletica leggera (dettagli)
- Badminton (5) (dettagli)
- Beach soccer (1) (dettagli)
- Beach volley (2) (dettagli)
- Canoa/kayak (15) (dettagli)
- Ciclismo (8) (dettagli):
  -  BMX (2)
  -  Mountain bike (2)
  -  Ciclismo su strada (4)
- Lotta (18) (dettagli)
  - Lotta libera (12)
  - Lotta greco-Romana (6)
- Ginnastica (dettagli):
  -  Ginnastica acrobatica (8)
  -  Ginnastica aerobica (2)
  -  Ginnastica artistica (14)
  -  Ginnastica ritmica (8)
  -  Trampolino elastico (4)
- Judo (16) (dettagli)
  -  Judo paralimpico (2) (dettagli)
- Karate (12) (dettagli)
- Pallacanestro 3x3 (2) (dettagli)
- Pallavolo (2) (dettagli)
- Pugilato (15) (dettagli)
- Sambo (8) (dettagli)
- Scherma (12) (dettagli)
- Tiro (19) (dettagli)
- Tiro con l'arco (5) (dettagli)
- Tennistavolo (4) (dettagli)
- Taekwondo (8) (dettagli)
- Triathlon (2) (dettagli)

Il Comitato ha dichiarato che sono stati esclusi tre sport da una prima lista stilata dal comitato organizzatore: l'atletica leggera, la danza sportiva e l'arrampicata.
Il 14 maggio, 2013, la International Boxing Association (AIBA) ha confermato la sua partecipazione ai Giochi. Il capo della Federazione Internazionale di Canottaggio, Denis Oswald, ha anche confermato che, nonostante i preconcetti iniziali sui giochi europei, gli era stato chiesto da diverse Federazioni Nazionali di cercare di inserire il canottaggio, ma il suo ingresso è stato rinviato ai II Giochi europei. Gli atleti che gareggiano in eventi di nuoto saranno di età minore a causa della coincidenza con i Campionati mondiali di nuoto di Kazan' 2015 in Russia che impegna gli atleti di maggiore livello.
Per quanto riguarda il judo le gare varranno anche per il Campionato Europeo che, per problemi organizzativi della British Judo Association, non potranno svolgersi come da programma a Glasgow dal 9 al 12 aprile.

### Calendario
| OC | Cerimonia d'apertura | ● | Competizioni |  | Finali | CC | Cerimonia di chiusura |

| Giugno              | Giugno              | 12 Ven | 13 Sab | 14 Dom | 15 Lun | 16 Mar | 17 Mer | 18 Gio | 19 Ven | 20 Sab | 21 Dom | 22 Lun | 23 Mar | 24 Mer | 25 Gio | 26 Ven | 27 Sab | 28 Dom | Eventi |
| ------------------- | ------------------- | ------ | ------ | ------ | ------ | ------ | ------ | ------ | ------ | ------ | ------ | ------ | ------ | ------ | ------ | ------ | ------ | ------ | ------ |
| Cerimonie           | Cerimonie           | OC     |        |        |        |        |        |        |        |        |        |        |        |        |        |        |        | CC     |        |
| Atletica leggera    | Atletica leggera    |        |        |        |        |        |        |        |        |        | ●      | 1      |        |        |        |        |        |        | 1      |
| Badminton           | Badminton           |        |        |        |        |        |        |        |        |        |        | ●      | ●      | ●      | ●      | ●      | 2      | 3      | 5      |
| Beach soccer        | Beach soccer        |        |        |        |        |        |        |        |        |        |        |        |        | ●      | ●      | ●      | ●      | 1      | 1      |
| Beach volley        | Beach volley        |        |        |        |        | ●      | ●      | ●      | ●      | 1      | 1      |        |        |        |        |        |        |        | 2      |
| Canoa/kayak         | Canoa/kayak         |        |        | ●      | 5      | 10     |        |        |        |        |        |        |        |        |        |        |        |        | 15     |
| Ciclismo            | Ciclismo            |        | 2      |        |        |        |        | 2      |        | 1      | 1      |        |        |        |        | ●      | ●      | 2      | 8      |
| Ginnastica          | Ginnastica          |        |        | ●      | 2      |        | 1      | 2      | 3      | 10     | 16     |        |        |        |        |        |        |        | 36     |
| Judo                | Judo                |        |        |        |        |        |        |        |        |        |        |        |        |        | 5      | 6      | 5      | 2      | 18     |
| Karate              | Karate              |        | 6      | 6      |        |        |        |        |        |        |        |        |        |        |        |        |        |        | 12     |
| Lotta               | Lotta               |        | 4      | 4      | 4      | 4      | 4      | 4      |        |        |        |        |        |        |        |        |        |        | 24     |
| Nuoto               | Nuoto               |        |        |        |        |        |        |        |        |        |        |        | 7      | 8      | 9      | 7      | 11     |        | 42     |
| Nuoto sincronizzato | Nuoto sincronizzato | ●      | ●      | ●      | 2      | 2      |        |        |        |        |        |        |        |        |        |        |        |        | 4      |
| Pallacanestro (3x3) | Pallacanestro (3x3) |        |        |        |        |        |        |        |        |        |        |        | ●      | ●      | ●      | 2      |        |        | 2      |
| Pallanuoto          | Pallanuoto          | ●      | ●      | ●      | ●      | ●      | ●      | ●      | ●      | 1      | 1      |        |        |        |        |        |        |        | 2      |
| Pallavolo           | Pallavolo           |        | ●      | ●      | ●      | ●      | ●      | ●      | ●      | ●      | ●      | ●      | ●      | ●      | ●      | ●      | 1      | 1      | 2      |
| Pugilato            | Pugilato            |        |        |        |        | ●      | ●      | ●      | ●      | ●      | ●      | ●      | ●      | ●      | 5      | 5      | 5      |        | 15     |
| Sambo               | Sambo               |        |        |        |        |        |        |        |        |        |        | 8      |        |        |        |        |        |        | 8      |
| Scherma             | Scherma             |        |        |        |        |        |        |        |        |        |        |        | 2      | 2      | 2      | 3      | 3      |        | 12     |
| Taekwondo           | Taekwondo           |        |        |        |        | 2      | 2      | 2      | 2      |        |        |        |        |        |        |        |        |        | 8      |
| Tennistavolo        | Tennistavolo        |        | ●      | ●      | 2      | ●      | ●      | ●      | 2      |        |        |        |        |        |        |        |        |        | 4      |
| Tiro                | Tiro                |        |        |        |        | 3      | 3      | 2      | 2      | 3      | 3      | 3      |        |        |        |        |        |        | 19     |
| Tiro con l'arco     | Tiro con l'arco     |        |        |        |        | ●      | 1      | 2      | ●      | ●      | 1      | 1      |        |        |        |        |        |        | 5      |
| Triathlon           | Triathlon           |        | 1      | 1      |        |        |        |        |        |        |        |        |        |        |        |        |        |        | 2      |
| Tuffi               | Tuffi               |        |        |        |        |        |        | 2      | 2      | 2      | 2      |        |        |        |        |        |        |        | 8      |
| Totale eventi       | Totale eventi       |        | 13     | 11     | 15     | 21     | 11     | 16     | 11     | 18     | 25     | 13     | 9      | 10     | 21     | 23     | 27     | 9      | 253    |
| Giugno              | Giugno              | 12 Ven | 13 Sab | 14 Dom | 15 Lun | 16 Mar | 17 Mer | 18 Gio | 19 Ven | 20 Sab | 21 Dom | 22 Lun | 23 Mar | 24 Mer | 25 Gio | 26 Ven | 27 Sab | 28 Dom | Eventi |

## Medagliere
| Pos.   | Paese              | Oro | Argento | Bronzo | Totale |
| ------ | ------------------ | --- | ------- | ------ | ------ |
| 1      | Russia             | 79  | 40      | 45     | 164    |
| 2      | Azerbaigian        | 21  | 15      | 20     | 56     |
| 3      | Gran Bretagna      | 18  | 10      | 19     | 47     |
| 4      | Germania           | 16  | 17      | 33     | 66     |
| 5      | Francia            | 12  | 13      | 18     | 43     |
| 6      | Italia             | 10  | 26      | 11     | 47     |
| 7      | Bielorussia        | 10  | 11      | 22     | 43     |
| 8      | Ucraina            | 8   | 14      | 24     | 46     |
| 9      | Paesi Bassi        | 8   | 12      | 9      | 29     |
| 10     | Spagna             | 8   | 11      | 11     | 30     |
| 11     | Ungheria           | 8   | 4       | 8      | 20     |
| 12     | Serbia             | 8   | 4       | 3      | 15     |
| 13     | Svizzera           | 7   | 4       | 4      | 15     |
| 14     | Turchia            | 6   | 4       | 19     | 29     |
| 15     | Belgio             | 4   | 4       | 3      | 11     |
| 16     | Danimarca          | 4   | 3       | 5      | 12     |
| 17     | Romania            | 3   | 5       | 4      | 12     |
| 18     | Portogallo         | 3   | 4       | 3      | 10     |
| 19     | Polonia            | 2   | 8       | 10     | 20     |
| 20     | Austria            | 2   | 7       | 4      | 13     |
| 21     | Georgia            | 2   | 6       | 8      | 16     |
| 22     | Israele            | 2   | 4       | 6      | 12     |
| 23     | Slovacchia         | 2   | 2       | 3      | 7      |
| 24     | Lituania           | 2   | 1       | 4      | 7      |
| 25     | Irlanda            | 2   | 1       | 3      | 6      |
| 26     | Croazia            | 1   | 4       | 6      | 11     |
| 27     | Bulgaria           | 1   | 4       | 5      | 10     |
| 28     | Grecia             | 1   | 4       | 4      | 9      |
| 29     | Svezia             | 1   | 3       | 3      | 7      |
| 30     | Slovenia           | 1   | 1       | 3      | 5      |
| 31     | Lettonia           | 1   | 0       | 1      | 2      |
| 32     | Rep. Ceca          | 0   | 2       | 5      | 7      |
| 33     | Estonia            | 0   | 1       | 2      | 3      |
| 33     | Moldavia           | 0   | 1       | 2      | 3      |
| 35     | San Marino         | 0   | 1       | 1      | 2      |
| 36     | Armenia            | 0   | 1       | 0      | 1      |
| 36     | Cipro              | 0   | 1       | 0      | 1      |
| 38     | Macedonia del Nord | 0   | 0       | 2      | 2      |
| 38     | Norvegia           | 0   | 0       | 2      | 2      |
| 40     | Finlandia          | 0   | 0       | 1      | 1      |
| 40     | Kosovo             | 0   | 0       | 1      | 1      |
| 40     | Montenegro         | 0   | 0       | 1      | 1      |
| Totale | Totale             | 253 | 253     | 338    | 844    |